# 11794 Yokokebukawa
11794 Yokokebukawa este o planetă minoră (asteroid), cu un diametru de 11,315 km, din centura de asteroizi. A fost descoperită pe 7 noiembrie 1978 la Observatorul Palomar de Eleanor F. Helin și a fost numită după Yoko Kebukawa⁠(d). 
Obiectul prezintă o orbită caracterizată de o semiaxă mare de 3,1045551 UAi, o excentricitate de 0,15, o înclinație de 2,55725 ° în raport cu ecliptica.